# El Gastor
El Gastor – gmina w Hiszpanii, w prowincji Kadyks, w Andaluzji, o powierzchni 27,55 km². W 2011 roku gmina liczyła 1858 mieszkańców.